# Monika Berberich
Monika Berberich (*  23. Oktober 1942 in Oberursel) ist eine deutsche ehemalige Terroristin und ein Gründungsmitglied der terroristischen Vereinigung Rote Armee Fraktion (RAF). Sie war an der Befreiung von Andreas Baader beteiligt und verbüßte von 1970 bis 1988 eine Haftstrafe.

## Leben
Monika Berberich studierte Rechtswissenschaften in Frankfurt am Main und an der FU Berlin. Im Jahr 1965 war sie vier Monate wegen Fluchthilfe in Prag inhaftiert. Sie beendete ihr Studium mit dem ersten Staatsexamen, wurde Referendarin und arbeitete in der Anwaltskanzlei Horst Mahlers. Ebenso wie Mahler wurde sie Mitglied der RAF. Am 14. Mai 1970 beteiligte sie sich an der Befreiung Andreas Baaders. Berberich nahm im Sommer 1970 an der militärischen Ausbildung in einem palästinensischen Wüstencamp in Jordanien teil. Nach ihrer Rückkehr unterstützte sie den logistischen Aufbau der RAF und war an mehreren Banküberfällen beteiligt.
Am 8. Oktober 1970 gelang es der Polizei, sie zusammen mit Horst Mahler, Irene Goergens, Ingrid Schubert und Brigitte Asdonk in Berlin festzunehmen. Sie wurde wegen Unterstützung einer kriminellen Vereinigung und Beteiligung an der Baader-Befreiung zu zwölf Jahren Haft verurteilt. Am 7. Juli 1976 gelang ihr der Ausbruch aus dem Frauengefängnis Lehrter Straße in Berlin. Als sie am 21. Juli wieder gefasst werden konnte, wurde sie zu weiteren vier Jahren Freiheitsstrafe verurteilt. Am 18. März 1988 wurde Berberich freigelassen. In zahlreichen Interviews zeigte Berberich keine Distanz zu ihren Taten. Sie hat sich nie von der RAF distanziert. Besonders bekannt wurde ein BBC-Interview aus dem Jahr 1995, in dem sie die Bundesrepublik Deutschland einen „faschistischen Staat“ nannte.
Heute lebt Berberich in Frankfurt am Main und arbeitet als Autorin für verschiedene radikal linke Publikationen.

## Publikationen
- mit Rainer Recke u. a.: Ohne Zweifel gegen den Angeklagten: Erklärungen vor Gericht; AktivDruck, 1997; ISBN 3-932210-01-8.
- mit Irene Rosenkötter: Aber wir haben immer auf das Leben gesetzt …; Verlag libertäre Assoziation, Hamburg  1998, ISBN 3-922611-59-1.